# انبعاثات السيارات والحمل
في الولايات المتحدة، يعيش حوالي 10% من السكان، 35 مليون شخص، على بعد 100 متر من طريق مروري عالي الكثافة يتم تحديد الطرق المرورية المرورية بشكل شائع على أنها تستضيف أكثر من 50000 سيارة يوميًا، وهو مصدر ملوثات المركبات السامة. وقد وجدت الدراسات السابقة وجود علاقة بين التعرض لملوثات السيارات وأمراض معينة مثل الربو وأمراض الرئة والقلب والسرطان وغيرها. وتشمل الملوثات سيارة غاز أول أكسيد الكربون، وأكاسيد النيتروجين، الجسيمات (الغبار الدقيقة والسخام)، والسامة ملوثات الهواء في حين أن هذه الملوثات تؤثر على الصحة العامة للسكان، ومن المعروف أن لديها أيضا آثار سلبية محددة على الأمهات الحوامل وأجنتهن. تهدف هذه المقالة إلى توضيح كيف تؤثر انبعاثات المركبات على صحة الأمهات الحوامل وطبيعة التأثيرات الضارة بالصحة التي تحدثها هذه التعرضات على الأطفال الذين لم يولدوا بعد.

## الخصائص السكانية
في مقاطعة لوس أنجلوس، وجد الباحثون نسبة أكبر لالولادة المبكرة (10-20٪) ووزن الولادة المنخفض للرضع الذين عاشت أمهاتهم بالقرب من المناطق شديدة الازدحام  ووجدت الدراسات التي أجريت على السكان الذين يعيشون بالقرب من الطرق السريعة 405 و 710 في جنوب كاليفورنيا أن تعرضهم لانبعاثات المركبات الجسيمية يكون حوالي 25 مرة أعلى من الأشخاص الذين يعيشون 1000 قدم من الطرق السريعة. وخلصت هذه الأبحاث أيضًا إلى أن انبعاثات المركبات الجزيئية أكثر سمية على صحة الأطفال من الجزيئات الأخرى مثل أول أكسيد الكربون وثاني أكسيد النيتروجين  

## مخاطر انبعاثات المركبات

### أول أكسيد الكربون
يتم إطلاق أول أكسيد الكربون (CO) مباشرة من محركات السيارات، والتي تعد مصدرًا رئيسيًا لهذا الملوث في حوض لوس أنجلوس  5. قد يؤدي استنشاق ثاني أكسيد الكربون بواسطة النساء الحوامل إلى تهديد نمو الجنين الجسدي والعقلي. نظرًا لأن ثاني أكسيد الكربون يتنافس مع الأكسجين لتحقيق التشتت في مجرى الدم، فقد يؤدي نقص الأكسجين (نقص الأكسجين) إلى مستويات عالية من التعرض لثاني أكسيد الكربون لدى الأمهات، ومع ذلك فإن الكمية الدقيقة لتعرض أول أكسيد الكربون ليصبح تهديدًا للجنين غير معروفة. ولوجود أول أكسيد الكربون في السجائر، ينصح أن تتجنب النساء الحوامل التدخين حتى لا يتعرضن لخطر التأثير على نمو أطفالهن الجسدي أو العقلي. لمزيد من المعلومات حول أول أكسيد الكربون وآثاره على صحة الإنسان، يرجى الاطلاع على التسمم بأول أكسيد الكربون.

### أكاسيد النيتروجين
أكاسيد النيتروجين (NO) هي ملوثات الهواء الشائعة الموجودة في معظم أنحاء الولايات المتحدة. يمكن أن تتعرض لهذه الأكاسيد عن طريق استنشاق هواء ملوث، وهو الأكثر شيوعًا في المناطق التي تشهد حركة كثيفة في السيارات التعرض لمستويات عالية من أكاسيد النيتروجين يضر بأنسجة الحلق والجهاز التنفسي العلوي ويمكن أن يحُد من قدرات الجسم الطبيعية لتوزيع الأكسجين. كما قد يؤدي التعرض الشديد لثاني أكسيد النيتروجين إلى حدوث طفرات في الجنين، وتلف الجنين النامي، ويقلل من قدرة المرأة على الحمل. وقد أظهرت الدراسات أيضًا أن التعرضات العالية لعدم التعرض لتطور الجنين أثناء الحمل التقليدي والتلقيحات الاصطناعية  

### المواد الجسيمية
من أمثلة المواد الجسيمية: الرماد الناجم عن الدخان في نيران المخيمات، وجزيئات الغبار حول منزلك، والدخان الناتج عن أنابيب العادم في السيارة ؛ في المناطق القريبة من الطرق السريعة هذه مشكلة. أشارت دراسة أجريت على نساء أوروبيات إلى أن التعرض العالي للجسيمات خلال الأسابيع الأولى الأولى من الحمل أدى إلى انخفاض الوزن عند الولادة  وقد يكون هذا أيضًا بسبب حقيقة أن نمو الدماغ يبدأ خلال الشهر الأول من الحمل.

## انخفاض الوزن عند الولادة (LBW)، والولادة المبكرة
أفادت دراسة سابقة أجريت في حوض لوس أنجلوس بجنوب كاليفورنيا عن وجود علاقة ثابتة بين مستويات ثاني أكسيد الكربون والمواد الجسيمية خلال الأشهر الثلاثة الأولى والأسابيع الستة السابقة للولادة وخطر الولادة قبل الأوان. ويرافق الخداج عند الأطفال مجموعة من المضاعفات الصحية. الأطفال المولودين قبل الأوان هم الأكثر عرضة لخطر الإصابة بمتلازمة الضائقة التنفسية للرضع، وأمراض الجهاز الهضمي، وأمراض الدم، والجهاز العصبي المركزي (CNS) مثل فقدان السمع، وأكثر عرضة للإصابة بالتهابات، وخطر السمع وفقدان البصر.
الأطفال المولودون بسبب انخفاض الوزن معرضون أيضًا لخطر الإصابة بأمراض الجهاز التنفسي والجهاز الهضمي والقلب والجهاز العصبي المركزي ومشاكل العدوى والرؤية. تستمر مشاكل الحمل هذه حتى سنوات البالغين بالنسبة لمعظم الأطفال وتؤدي إلى ارتفاع ضغط الدم ومرض السكري من النوع الثاني وأمراض القلب الأخرى.
يؤثر الخداج وانخفاض الوزن عند الولادة بسبب تلوث الهواء أيضًا على نمو مخ الجنين. هذا أمر مهم لأن الافتقار إلى النمو السليم للمخ لن يسمح لعقل الطفل بتكوين روابط تشابك سليمة والتي سوف تؤثر سلبًا على خطاب الطفل وقدراته التعليمية ومهاراته الاجتماعية.

## الآثار طويلة الأجل وقصيرة الأجل على الأطفال
لوحظ أن التعرض لمركبات الهواء الملوثة هو السبب الرئيسي لوفيات الرضع واعتلالهم، ويُقال أيضًا إنه سبب للأمراض المزمنة مثل الربو عند الأطفال والبالغين

### الربو
ازداد عدد الأطفال المصابين بالربو في العقود الماضية، حيث أصبح الآن أكثر الأمراض المزمنة عند الأطفال والسبب الأكثر شيوعًا لإدخال الأطفال إلى المستشفيات في الولايات المتحدة، مما جعله أيضًا أحد المساهمين الأولين في الغياب عن المدرسة  الغياب المفرط للمدرسة يؤثر في النهاية على قدرة الطفل على التعلم، ويقلل من وقته في التواصل مع الأطفال في سنه. ومن المألوف بالنسبة للأطفال الذين يعانون من الربو إلى إعادة السنوات الدراسية في كثير من الأحيان بسبب الفشل في الحفاظ على مستواهم الدراسي.

### مشاكل الجهاز التنفسي
وجدت الدراسات أن الأطفال الذين يتعرضون لمستويات أعلى من ملوثات السيارات يعانون من مشكلات أكثر في الجهاز التنفسي، كالالتهابات التنفسية والأذن والحنجرة، كما أن لديهم نسبة إصابات أعلى بالربو المشخص طبياً.

### السرطان
الأطفال الذين يعيشون بالقرب من المناطق ذات الازدحام الشديد هم أكثر عرضة للإصابة بسرطان الدم ثماني مرات مقارنة بالأطفال الآخرين  يشير هذا الاكتشاف إلى أن الأطفال الذين يصابون بالسرطان نتيجة التعرض لحركة المرور سيقضون أيضًا وقتًا أطول في المستشفى. ليس هذا سببًا للغياب المدرسي فحسب، بل هو أيضًا وقت صدمة للطفل الذي يزور مقدمي خدمات العلاج باستمرار. يواجه الأطفال المصابون بالسرطان وقتًا أكثر صعوبة في مواكبة المدرسة ومواكبة أقرانهم 

## التعرض لحركة المرور والتوحد
التوحد هو مجموعة من الاضطرابات التي تتراوح من عدم القدرة الشديدة على التواصل وبعض الإعاقات العقلية إلى أعراض أكثر اعتدالا مثل اضطرابات الانتباه. توجد بعض الادعاءات بأن نسبة الإصابة بالتوحد أعلى بالنسبة للأطفال الذين تقضي أمهاتهم الوقت في مناطق «التلوث المروري المرتفع» مقارنة بالأمهات اللائي يقضين حملهن في الهواء النظيف. في دراسة حديثة أجرتها جامعة كاليفورنيا في لوس أنجلوس، تم قياس مستويات ملوثات الهواء للأمهات اللائي لديهن أطفال مصابون بالتوحد ثم مقارنتها بمستويات ملوثات الهواء في البيئات للأمهات اللائي لديهن أطفال بدون مرض التوحد. وجدت هذه الدراسة أن الأطفال الذين تعرضوا لمستويات أعلى من الملوثات أثناء وجودهم في الرحم لديهم خطر أعلى بنسبة 10% من مرض التوحد من الأطفال الذين لديهم مستويات منخفضة من التعرض ؛ اكتشاف آخر من هذه الدراسة هو أن الجسيمات الدقيقة كانت الأكثر ارتباطا بالتوحد 

## روابط خارجية
- من صفر إلى ثلاثة - معلومات عن نمو دماغ الطفل